# Wiaczesław Wasilewski
Wiaczesław Nikołajewicz Wasilewski (ros. Вячеслав Николаевич Василевский; ur. 16 czerwca 1988 w Zielenogorsku) – rosyjski zawodnik mieszanych sztuk walki oraz sambista, sześciokrotny mistrz świata i dwukrotny mistrz Europy w sambo bojowym, ponadto dwukrotny mistrz MMA organizacji M-1 Global w wadze półciężkiej z 2010 oraz średniej z 2014.

## Kariera w judo
Urodził się w Zielenogorsku (Kraj Krasnojarski). W wieku 9 lat zaczął trenować judo, a po niedługim czasie został mistrzem juniorów Kraju Krasnojarskiego. Od 19 roku życia trenuje boks oraz sambo bojowe – w tym drugim jest sześciokrotnym mistrzem świata w wadze do 90 kg oraz dwukrotnym mistrzem Europy, również w tejże wadze. Prócz tego jest multimedalistą krajowych mistrzostw.

## Kariera MMA

### M-1 Global
W mieszanych sztukach walki zadebiutował 24 maja 2008 w Czeskich Milovicach pokonując zawodnika gospodarzy Ladislawa Žaka. Jeszcze w tym samym roku przegrał w swojej drugiej zawodowej walce z Hiszpanem Danielem Taberą. W 2010 wziął udział w turnieju eliminacyjnym M-1 Selection mającym wyłonić pretendentów do walki o inauguracyjne mistrzostwo M-1 wagi półciężkiej. Wasilewski wygrał eliminację pokonując trzech rywali. 10 grudnia 2010 zmierzył się w Moskwie o tytuł mistrza M-1 ze zwycięzcą zachodnio-europejskich eliminacji Polakiem Tomaszem Narkunem. Rosjanin zdominował rywala kickboksersko, ostatecznie wygrywając przez TKO w 2. rundzie i zdobywając inauguracyjny pas mistrzowski M-1.
Po grudniowej wygranej następny pojedynek stoczył 4 czerwca 2011 w Polsce na gali Pro Fight 6 we Włocławku, pokonując na punkty zawodnika m.in. KSW Roberta Jocza i ulegając przy tym kontuzji ręki, przez którą kilka miesięcy musiał pauzować. W tym czasie zszedł wagę niżej do kat. średniej (84 kg), wakując tytuł M-1 w wadze półciężkiej. Pod koniec roku planowano zestawić go z Brazylijczykiem Mario Mirandą, lecz do starcia nie doszło.

### Bellator FC
Na początku 2012 Wasilewski związał się z amerykańską organizacją Bellator FC zostając włączonym do turnieju wagi średniej. W momencie podpisania kontraktu z Bellatorem, umowa z rodzimą M-1 nadal obowiązywała i była w niej zawarta klauzula odnośnie do zakazu pojedynków w konkurencyjnych amerykańskich organizacjach. Wasilewski złamał tenże warunek kontraktowy więc władze M-1 postanowiły podać go do sądu w Amsterdamie. Mimo perturbacji i sporów na linii Wasilewski – M-1, ostatecznie stoczył 16 marca pojedynek ćwierćfinałowy. Na gali Bellator 61 pokonał Amerykanina Victora O’Donnella na punkty. 20 kwietnia uległ w półfinałowej walce Brazylijczykowi Maiquelowi Falcão i odpadł z turnieju. Po tej porażce Bellator nie przedłużył kontraktu z Rosjaninem głównie z powodu jego nieścisłości z M-1.

### Powrót do M-1
Miesiąc po przegranej w Stanach stoczył wygrany pojedynek w Moskwie pokonując mistrza WFC Bułgara Swetłozara Sawowa przez TKO. Na początku 2013 zorganizowano spotkanie z prezesem M-1 Wadimem Finkelsztejnem po którym Wasilewski doszedł do porozumienia z organizacją i podpisał nowy 2-letni kontrakt. Od 2013 do 2014 pokonywał przed czasem m.in. Trevora Prangleya, Vitora Nobrege oraz w rewanżu Maiquela Falcão po czym 7 września 2014 zdobył pas mistrzowski M-1 w wadze średniej odbierając go Ramazanowi Emiejewowi, lecz stracił go już w pierwszej obronie 10 kwietnia 2015 w rewanżowym starciu z Emiejewem. 19 lutego 2016 wziął udział w M-1 Global Grand Prix wagi średniej gdzie w pierwszym pojedynku przegrał z Aleksandrem Szlemienko niejednogłośnie na punkty. Mimo odpadnięcia z turnieju, ostatecznie wystąpił w finale (16 czerwca) zastępując kontuzjowanego Ramazana Emiejewa i ponownie mierząc się ze Szlemienko z którym kolejny raz nie mógł sobie poradzić, przegrywając ostatecznie przez poddanie w trzeciej rundzie.
4 września 2016 na gali Fightspirit Championship 6 wypunktował Matta Horwicha.

### Absolute Championship Berkut
We wrześniu 2016 podpisał kontrakt z organizacją Absolute Championship Berkut (ACB). Po dwóch wygranych przed czasem w kwietniu i lipcu 2017, 23 grudnia tego samego roku otrzymał szansę walki o pas wagi średniej przeciwko Albertowi Durajewowi. Wasilewski przegrał ten pojedynek przez TKO w trzeciej rundzie.

## Osiągnięcia

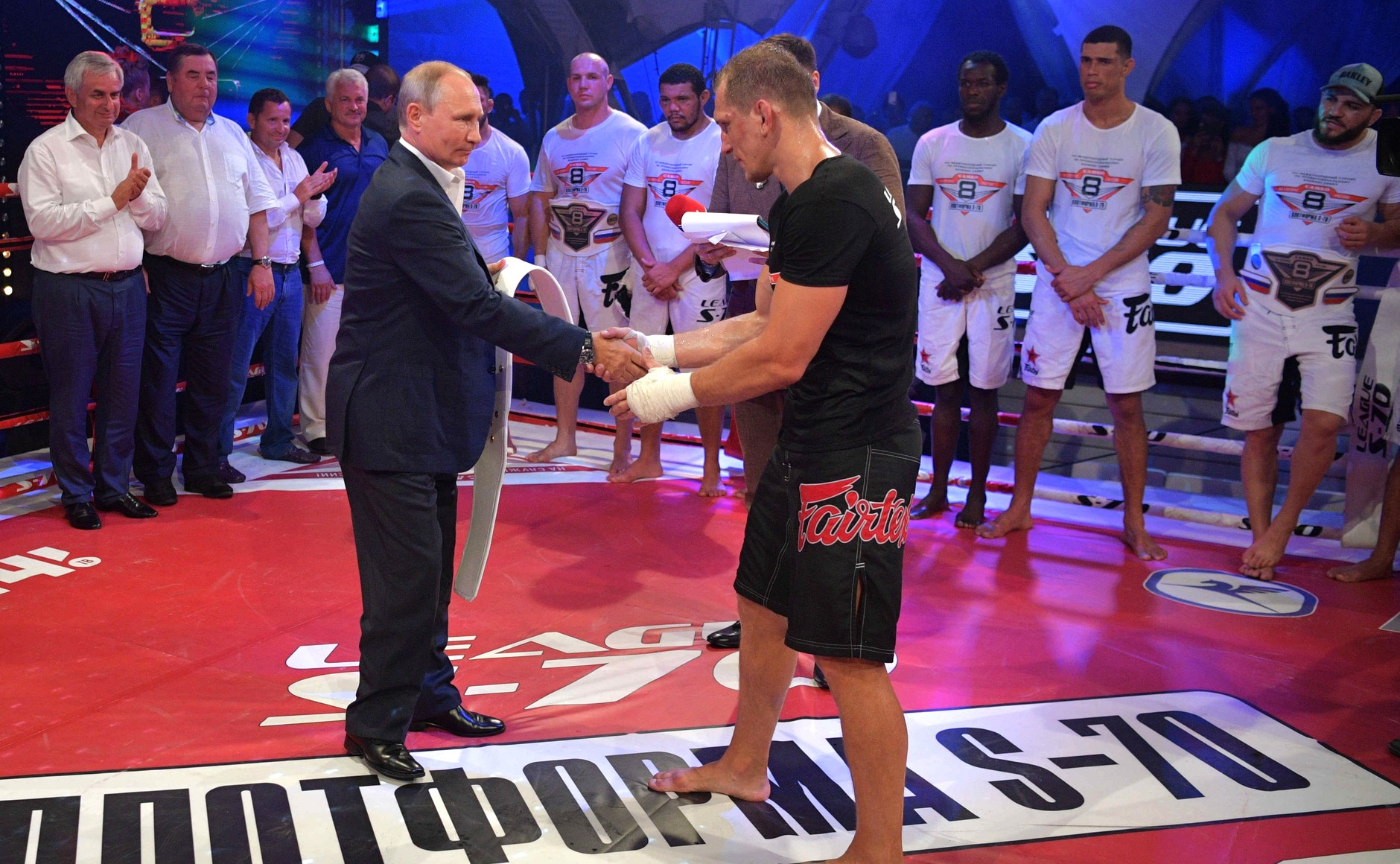
Wasilewski (z prawej) otrzymuje gratulację i pamiątkowy pas od Władimira Putina, 9 sierpnia 2017

### Mieszane sztuki walki[1][10]
- 2010–2011: mistrz Europy Mix Fight Combat w wadze średniej (-84 kg)
- 2010: M-1 Selection Eastern European – zwycięzca eliminacji w wadze półciężkiej (-93 kg)
- 2010–2011: mistrz M-1 Global w wadze półciężkiej
- 2012: Bellator Season 6 Middleweight Tournament – półfinalista turnieju wagi średniej
- 2014–2015: mistrz M-1 Global w wadze średniej
- 2016: finalista M-1 Grand Prix wagi średniej

### Sambo[1][10]
- 2008: Mistrzostwa Rosji w St. Petersburgu –  kat. -90 kg
- 2008: Mistrzostwa Europy w Tbilisi –  kat. -90 kg
- 2009: Mistrzostwa Rosji w Kstowie –  kat. -90 kg
- 2009: Mistrzostwa Świata w Salonikach –  kat. -90 kg
- 2010: Mistrzostwa Rosji w Krasnokamsku –  kat. -90 kg
- 2010: Mistrzostwa Świata w Taszkencie –  kat. -90 kg
- 2012: Mistrzostwa Świata w Mińsku –  kat. -90 kg
- 2012: Mistrzostwa Rosji w Moskwie –  kat. -90 kg
- 2013: Mistrzostwa Świata w St. Petersburgu –  kat. -90 kg
- 2013: Mistrzostwa Rosji w Gubkinie –  kat. -90 kg
- 2014: Mistrzostwa Europy w Bukareszcie –  kat. -90 kg
- 2014: Mistrzostwa Rosji w Ułan Ude –  kat. -90 kg
- 2015: Mistrzostwa Świata w Casablance –  kat. -90 kg
- 2017: Mistrzostwa Rosji w Niżnym Nowogródzie –  kat. -90 kg
- 2017: Mistrzostwa Świata w Soczi –  kat. -90 kg